# Спартак (стадион, Саратов)
Стадион «Спартак» («Труд») — старейший круглогодичный стадион города Саратова. Построен в 1928 году. Входные ворота находятся на улице Дегтярная.

## История строительства
Стадион «Спартак» (до 1977 года стадион «Труд») был открыт в июле 1928 года. До этого момента Саратов оставался одним из немногих городов в Поволжье, не имевших своего стадиона.
Сначала была построена одна только западная трибуна на полторы тысячи мест в деревянном исполнении. Кроме футбольного поля были оборудованы две волейбольные площадки.
В 1930-е годы городской стадион стал главной ареной футбольных баталий, физкультпарадов и других спортивных мероприятий. Очевидцы рассказывали, что зрителей на футбол приходило столько, что они стояли вплотную к полю и воротам. Вид городского парка и близость Волги, которую можно было наблюдать с верхних рядов, создавали особую атмосферу.
В 1940 году областная газета написала о запущенности городского стадиона, объяснив это тем, что за последние пять лет городской спорткомитет ни копейки не выделил на ремонт. Своим обновлением городской стадион был обязан Всемирному фестивалю молодёжи и студентов. Во время подготовки к этому событию в 1956 году деревянную трибуну заменили на монолитную из бетона вместимостью четыре тысячи мест. Это была последняя реконструкция объекта. А через пару лет, когда на стадионе стали выступать команды мастеров, пришлось пристроить и восточную трибуну из металлических ферм на восемь тысяч мест. Объект передали вновь образованному спортивному обществу «Труд», и стадион получил одноимённое название.
Последнюю официальную игру на стадионе «Труд» саратовский «Сокол» провел в 1969 году. Этот год можно считать началом заката спортивной арены. Необходимость реконструкции была очевидна всем, но она так и не состоялась. В 1977 году стадион передали обществу «Спартак».
До 2019 года стадион выглядел практически заброшенным и находился в аварийном состоянии.
16 марта 2020 года, при поддержке Председателя Государственной Думы Вячеслава Володина, было анонсировано начало реконструкции стадиона «Спартак».
Первый этап по реконструкции был завершен в ноябре 2020 года. 24 ноября на фактически новом стадионе впервые прошла разминка конькобежцев, а уже 6 января 2021 года, впервые после реконструкции, открыли каток для всех жителей города. Вход на стадион бесплатный.
На стадионе были проведены работы по созданию:
— Основного футбольного поля;
— Мини-футбольной площадки;
— 6 легкоатлетических беговых дорожек длиной 400 метров;
— Площадки для воркаута и сдачи норм ГТО;
Кроме того, в рамках первого этапа проведена реконструкция входной группы и боковых элементов. Установлена подпорная стенка, обустроены парковка и проезды, установлена вывеска на ротонде.
Зимой на спортивном объекте заливают каток для занятий конькобежным спортом. Для этих же целей предусмотрена разминочная дорожка шириной 5 метров. Использовать ее можно и летом, так как в этот период спортсмены тренируются на роликовых коньках.
В ноябре 2021 года на стадион «Спартак» снова пришли строители. Начался второй этап реконструкции стадиона. В сентябре 2022 года достроено новое здание с трибунами на 499 зрителей на месте демонтированного ранее корпуса. В комплексе появились раздевалки и помещения для проката коньков и хранения оборудования, залы для тренировок, тир.
Кроме того, на примыкающей к «Спартаку» территории, где раньше располагался рынок, оборудуют скейт-парк и кафе. Решение о возврате территории стадиону было принято в августе 2020 года.

## Галерея

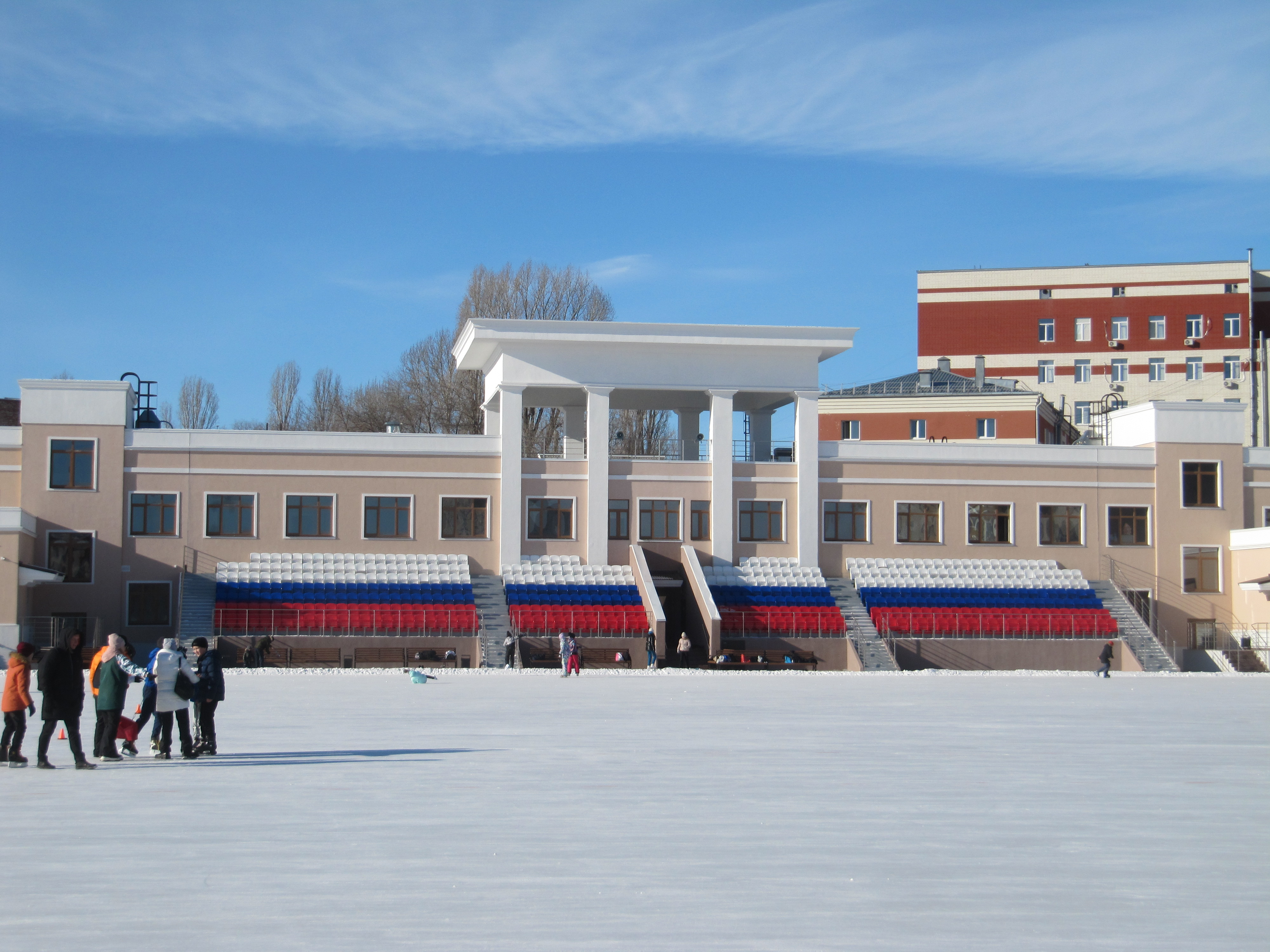
Трибуна
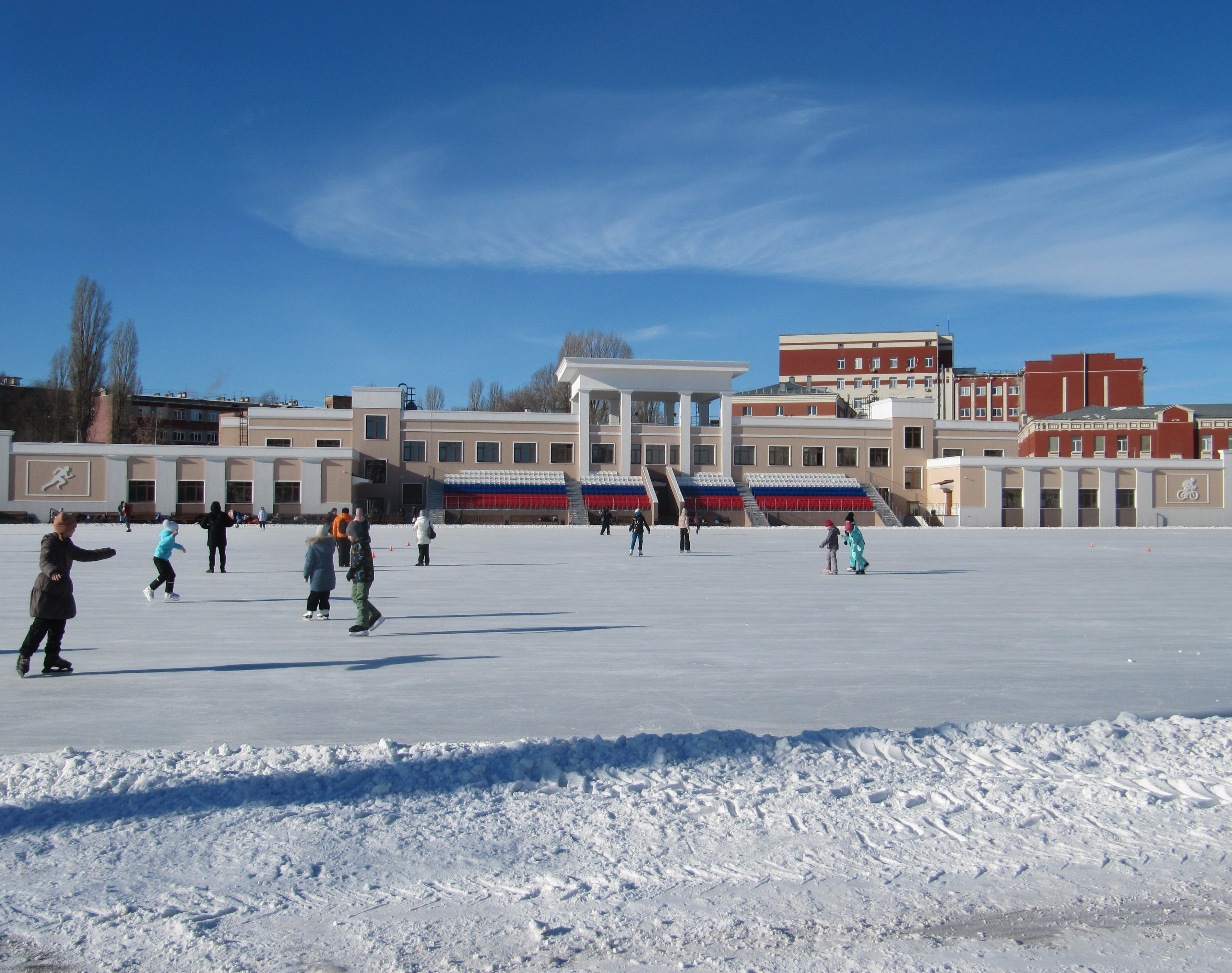
Стадион «Спартак», здание
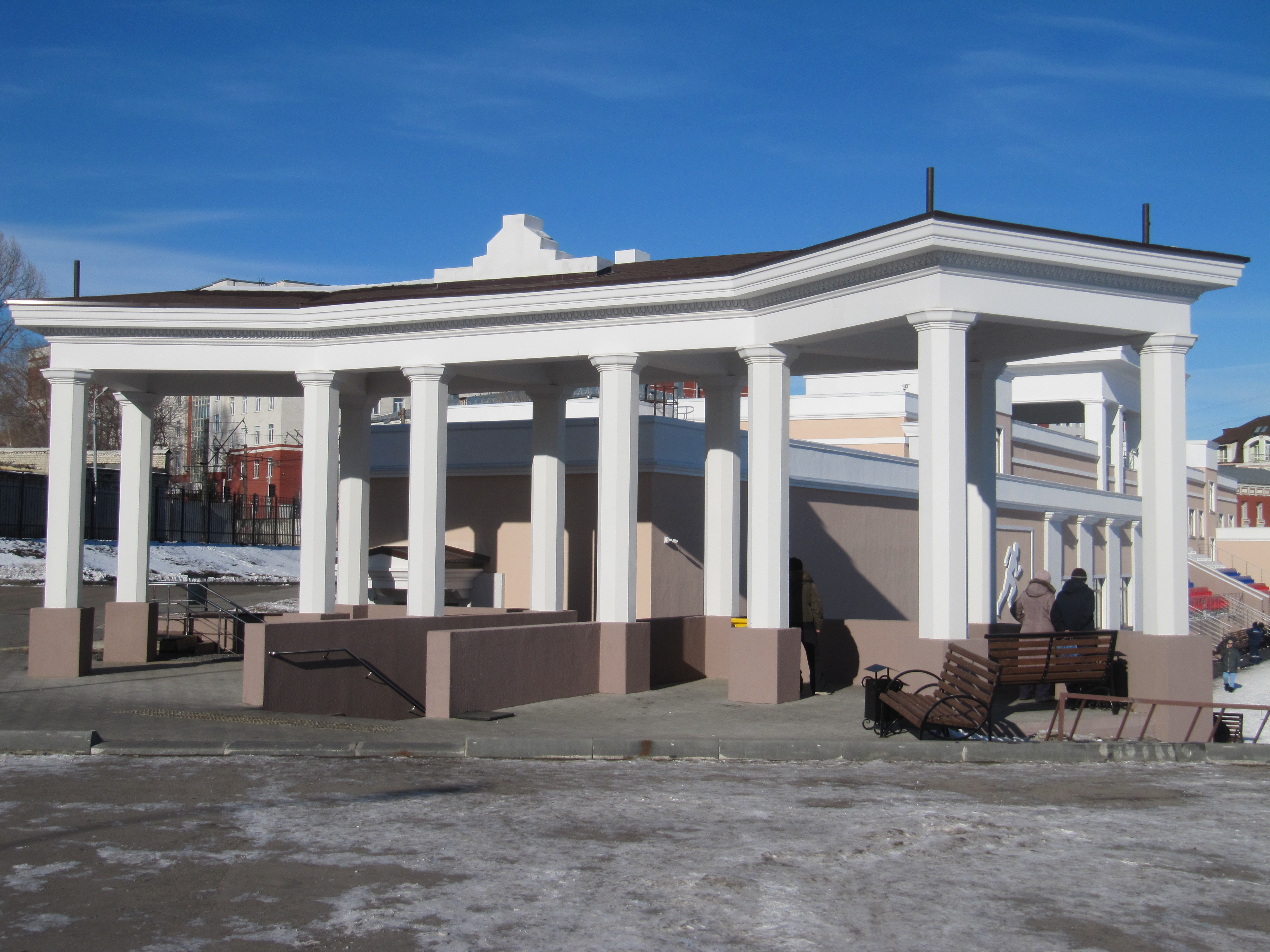
Южная колоннада
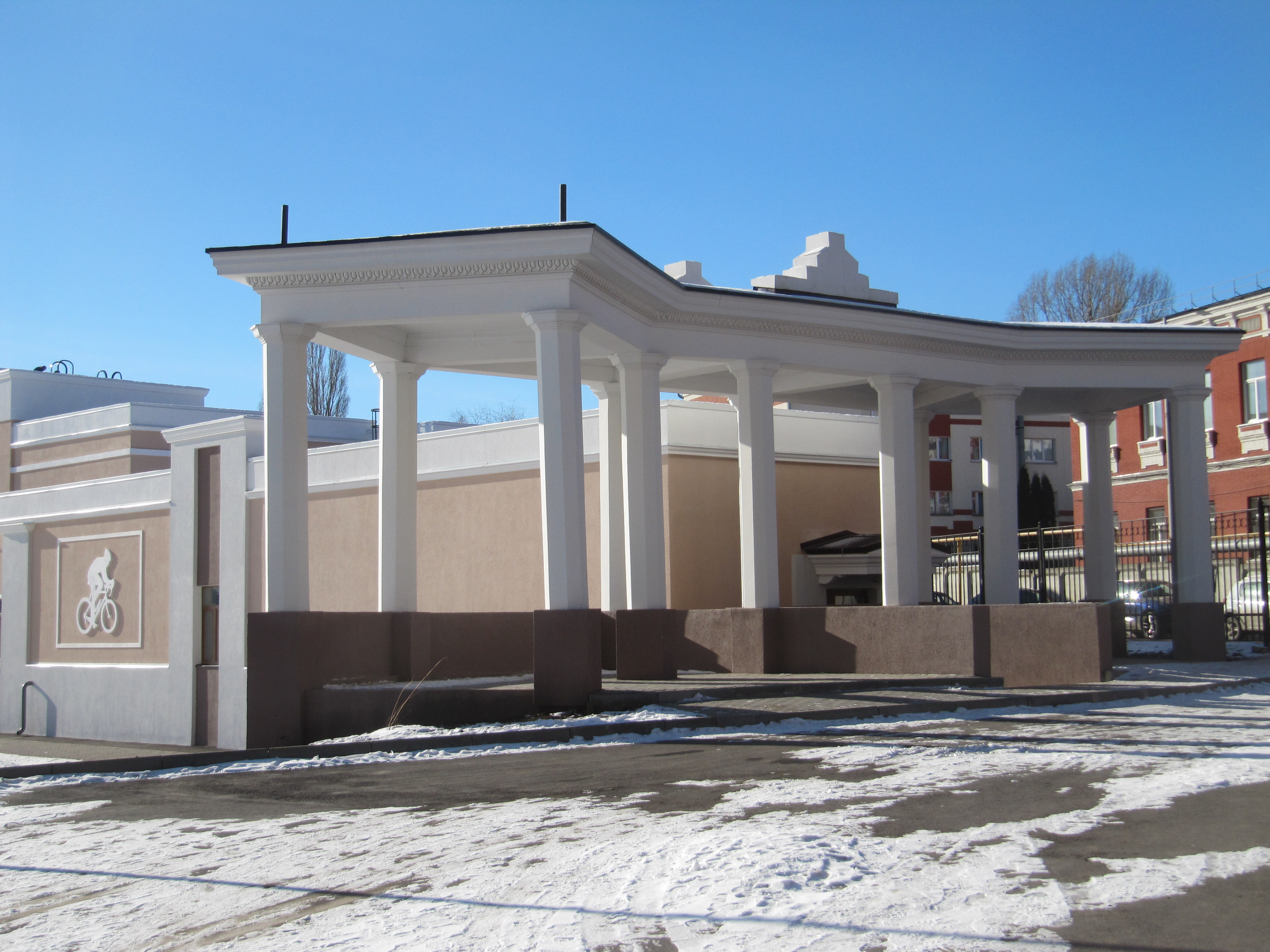
Северная колоннада, вид сбоку
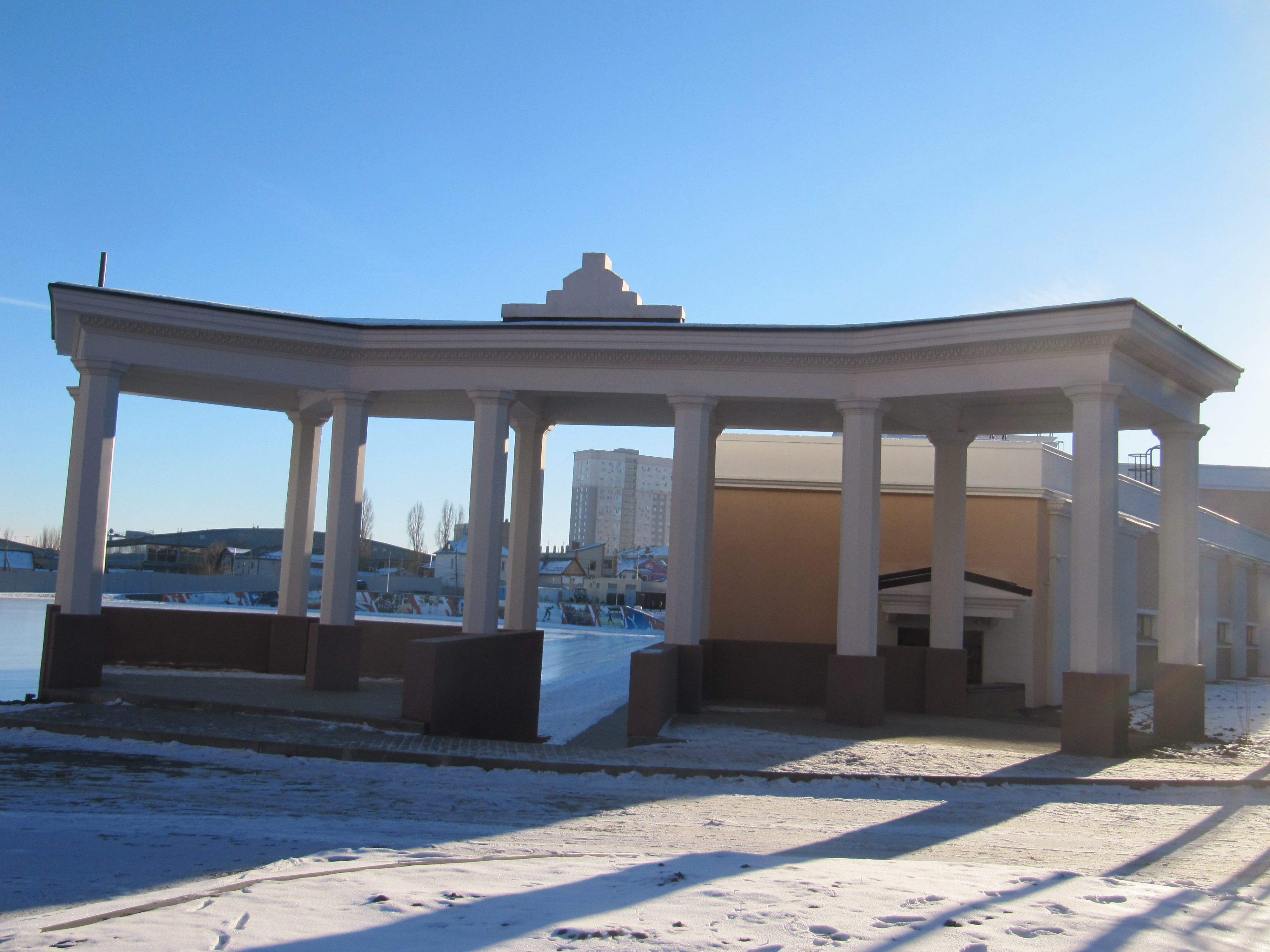
Северная колоннада
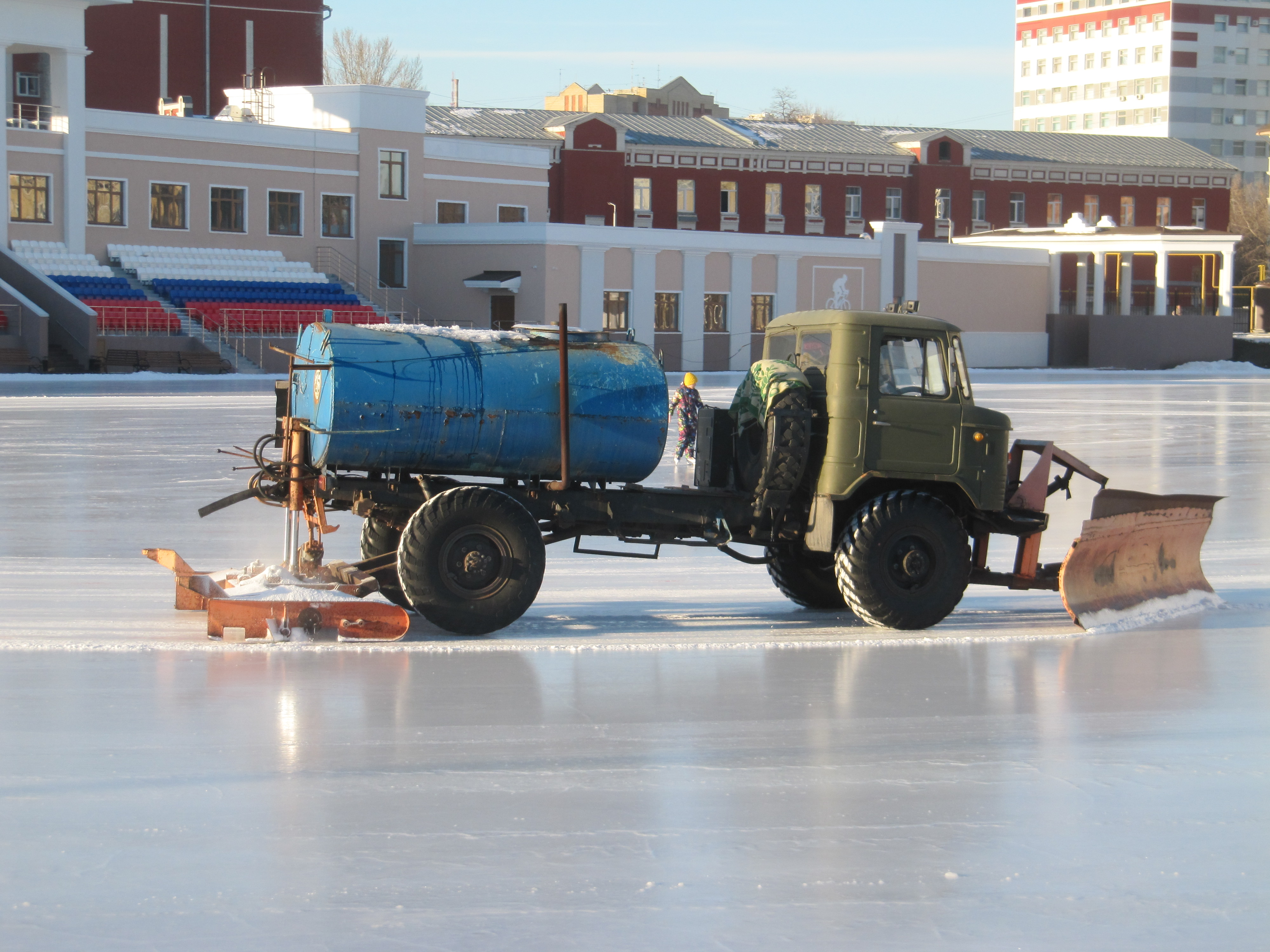
Зима, чистка льда на катке